# Sitz im Leben
En crítica bíblica Sitz im Leben es una frase alemana que puede traducirse aproximadamente como "posición en la vida". En otras palabras, que no hay texto sin contexto.
El término se originó con el teólogo protestante alemán Hermann Gunkel. En su forma más simple, describe para qué fueron escritos ciertos pasajes de la Biblia en lo que serían los "géneros" de la Biblia. Ejemplos simples de Sitz im Leben incluyen la clasificación de material en cartas, poemas de lamento, parábolas, salmos y canciones. Sin embargo, Sitz im Leben también puede incluir muchas otras consideraciones, quién era el narrador de un pasaje, su papel en la vida, la naturaleza de su audiencia, y así sucesivamente. Cuando se saca de su contexto original, a menudo se pierde el significado original de un pasaje. Así, por ejemplo, un salmo puede tener su Sitz en el ritual del culto del templo, o como una ofrenda votiva artística, o en el sentimiento de injusticia derivado de una estructura de poder en la sociedad de Jerusalén. Uno de los objetivos principales de la hermenéutica (interpretación contextualizada) es descubrir esas cosas.
Hoy en día el término se utiliza también  fuera de la investigación teológica, cuando es necesario examinar un texto en sus aspectos sociológicamente relevantes. Por ejemplo el Sitz im Leben de una canción para echar a suertes como el "pito pito" es un grupo de niños decidiendo entre ellos quién va a participar en un juego, cuando los niños cantan la canción sabemos que están decidiendo quien va a jugar, pero de desconocer esto la rima parecería un sinsentido sobre pitos y aceras.
En Lingüística el Sitz im Leben está determinado por la pragmática del texto.